# هيلين ميرسي-أرنو
هيلين ميرسي-أرنو عازفة بيانو كندية ولدت في مدينة مونتريال في 5 فبراير 1960 تعيش حاليا في باريس رفقة زوجها رجل الأعمال الفرنسي برنار أرنو.

## حياتها
ابنة فرانسوا ميرسي ولوسيل رولو (Rouleau)ء
، بدأت هيلين بدراسة الموسيقى وهي في سن السادسة بمدرسة "Vincent-d'Indy" للموسيقى، ثم في عامها الخامس عشر دخلت «أكاديمية الموسيقى وفن الحفلات» بفيينا تحت إشراف ديتر ويبر، ثم سافرت إلى نيويورك لإتمام دراستها في مدرسة جوليارد للموسيقى، لتتم أخيراً دراستها بمعهد باريس للموسيقى في فرنسا تحت إشراف بيير سانكان (Pierre Sancan).
أقامت حفلات على عدة مسارح عالمية في كل من باريس، لندن، برلين، براغ، روما، مونتريال، بعزفها بشكل منفرد (Soliste) أو مع عدد محدود من العازفين،
وقد تمت دعوتها للعزف مع عدة جوقات سمفونية عالمية بشكل منفرد أو مع عازفي بيانو عالميين مثل بوريس بيريزوفسكي، فلاديمير سبيفاكوف، بريجيت إينجيرير، فرانك برالي، ولويس لورتي الذي عزفت معه عدة مقطوعات لموزارت، وشوبرت، رافيل، ورخمانينوف.
تزوجت هيلين ميرسي رجل الأعمال الفرنسي برنار أرنو في 23 شتنبر 1991 بعد أن التقيا لدى أحد الأصدقاء في أكتوبر 1990. هما اليوم أبوين لثلاث أبناء هم ألكسندر، جون، وفريدريك.

## أعمالها

### الكُتب
- ..Au fil des notes, دار النشر بْلون، باريس 186 صفحة (سيرة ذاتية) (ردمك 978-2-2592-0537-5، وردمك 2-2592-0537-2)[5][6]

### المعزوفات
- 1990 - 1993 : تسجيلان مع عازف البيانو لويس لورتي من أعمال، رافيل موزار وشوبرت — تسجيبات شاندوس, CHAN-8905
- 2003 : مع عازف الكمان فلاديمير سبيفاكوف، تكريما لإرنست شوسون — تسجيلات كابريتشيو
- 2012 : عزف سونات مع سيبريان كاتساريس فا صغيرة، op. 34 b لبرامس، نقل معزوفة شومان إلى أربع أيادٍ بواسطة كلارا شومان دو كوينتيت، مي بيمول op. 44 — تسجيلات بيانو 21.[7]
- 2015 : مع عازف البيانو الكندي لويس لورتي, معزوفة لبولنك، BBC الأركسترا الفيلارمونية لبي بي سي، إدوارد غاردنر — تسجيلات شاندوس.[8]
- 2015 : مع عازف البيانو لويس لورتي، أداء معزوفة لرخمانينوف، Fantaisie op.5, Suite N°2, op.17, Symphonic Dances, op.45 — تسجيلات شاندوس.
- 2016 : مع لويس لورتي، أداء معزوفة لكامي سان صانز، كرنفال الحيوانات، الأركسترا الفيلارمونية لبرغن — تسجيلات شاندوس.
- 2017 : مع عازف البيانولويس لورتي أداء معزوفة لفوغان ويليامز، الأوركسترا الفيلارمونية لبرغن، السير أندرو دافيس — تسجيلات شاندوس.
- 2018 : مع عازف البيانو «سيبريان كاتساريس»، أداء معزوفة لبرامس 21 رقصة هنغارية و16 فالس -تسجيلات وارنر كلاسيكس.